# FriendFeed
FriendFeed — агрегатор информации из различных социальных сетей, блогов, микроблогов и прочих сервисов, работавший в реальном времени до 2015 года. Был доступен на 11 языках, в том числе на русском. FriendFeed основали четыре человека (Bret Taylor, Jim Norris, Paul Buchheit и Sanjeev Singh), работавшие до этого в Google.
Доступ к сервису заблокирован в Иране с 14 июня 2009 года из-за беспорядков после президентских выборов.
10 августа 2009 года было объявлено о поглощении сервиса компанией Facebook. FriendFeed был куплен за 15 млн долл. наличными и 32,5 млн долл. в акциях Facebook Inc.
9 апреля 2015 года сервис был закрыт. В официальном блоге сообщается, что это произошло по причине неуклонного сокращения количества людей, которые пользовались сервисом.

## Код
FriendFeed использует собственный, не блокирующий веб-сервер, написанный на языке Python — Tornado. Исходный код открыт под свободной лицензией Apache License.

## Поддерживаемые сервисы
| Блоги - Ameba - Baidu Space - Blogger - Tumblr - Живой Журнал - Skyrock Социальные закладки - Delicious - Diigo - Furl - Hatena - Ma.gnolia - Мистер Вонг - StumbleUpon - Twine |  | Книги - Goodreads - LibraryThing Новости - Digg - Meneame - Mixx - Reddit Фотографии - Flickr - Fotolog - Photobucket - Picasa - SmugMug - Zooomr |  | Статусы - Brightkite - Facebook - Gmail/Google Talk - identi.ca - Plurk - Твиттер Музыка - iLike - Last.fm - Pandora |  | Видео - 12seconds - Dailymotion - Joost - Seesmic - Smotri - Vimeo - YouTube Комментарии - BackType - Disqus - Automattic |  | Разное - Собственные подписки через RSS/Atom - Amazon - LinkedIn - Netflix - Netvibes - Polyvore - SlideShare - tipjoy - Upcoming - Wakoopa - Yelp |